# Paryphodes conspurcatus
Paryphodes conspurcatus är en tvåvingeart som beskrevs av Friedrich Georg Hendel 1914. Paryphodes conspurcatus ingår i släktet Paryphodes och familjen bredmunsflugor. Inga underarter finns listade i Catalogue of Life.